# Longwood (Szent Ilona)

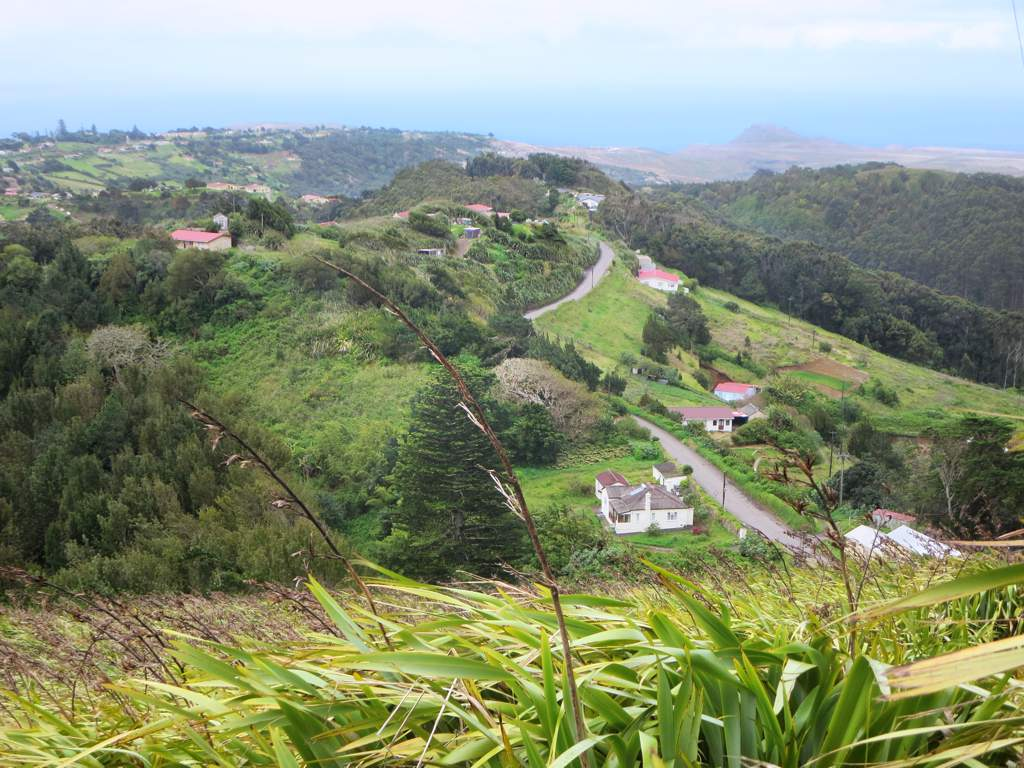
Longwood

Longwood Szent Ilona (az Egyesült Királyság tengerentúli területe) egyik körzete a sziget északkeleti részén. Területe 33,4 km², lakossága 951 fő (1998-as adat).
Itt töltötte második, utolsó száműzetésének jó részét Bonaparte Napóleon 1815 végétől, és itt halt meg 1821 májusában.